# Gornji Čajdraš
Gornji Čajdraš es un pueblo ubicado en el territorio de Zenica, en el cantón de Zenica-Doboj, Bosnia y Herzegovina.

## Superficie
Posee una superficie de 5,27 kilómetros cuadrados.

## Demografía
Hasta 2013 la población era de 664 habitantes, con una densidad de población de 126,0 habitantes por kilómetro cuadrado.